# The Teaching Company

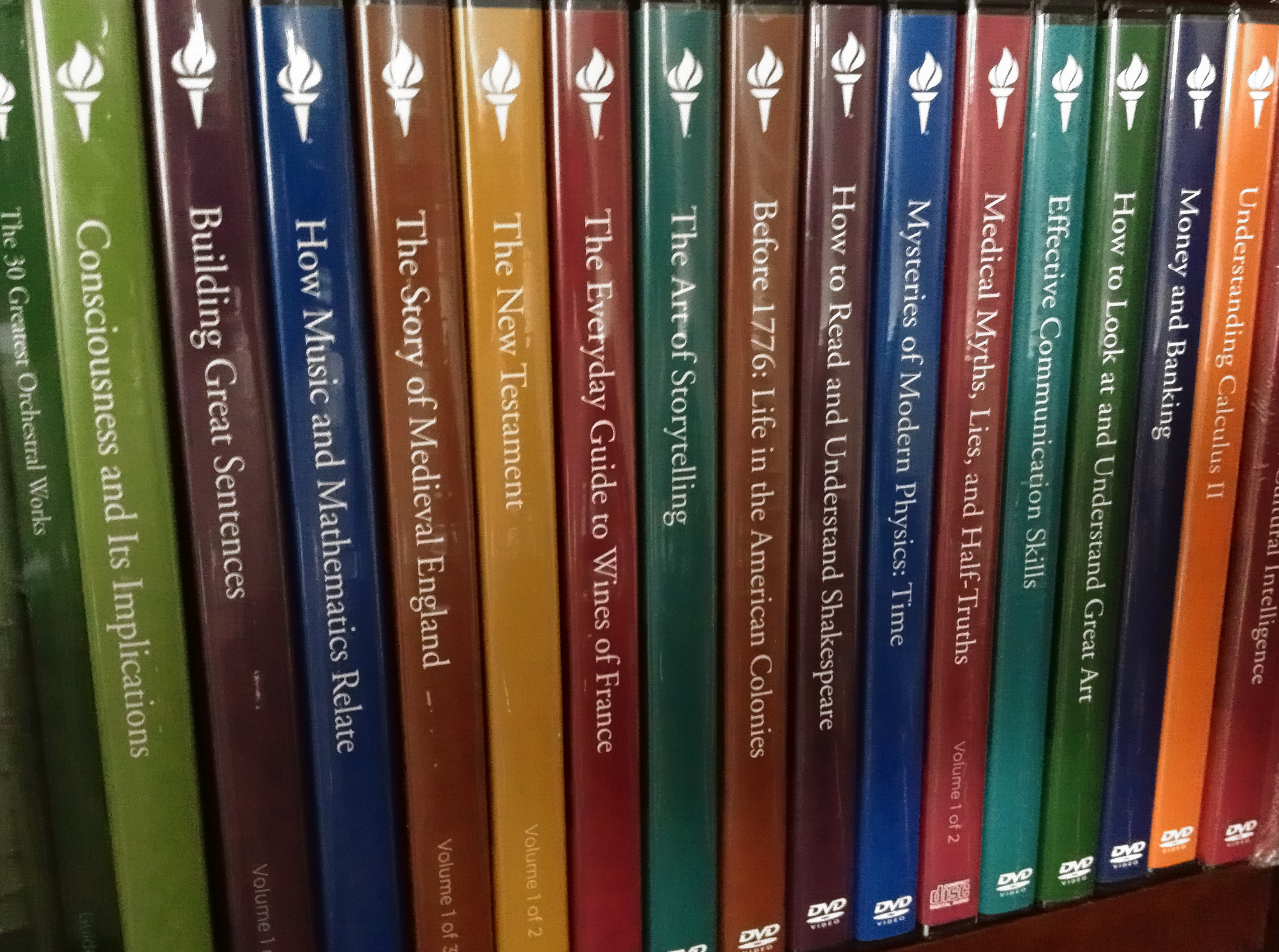
Some of the course materials produced by The Teaching Company

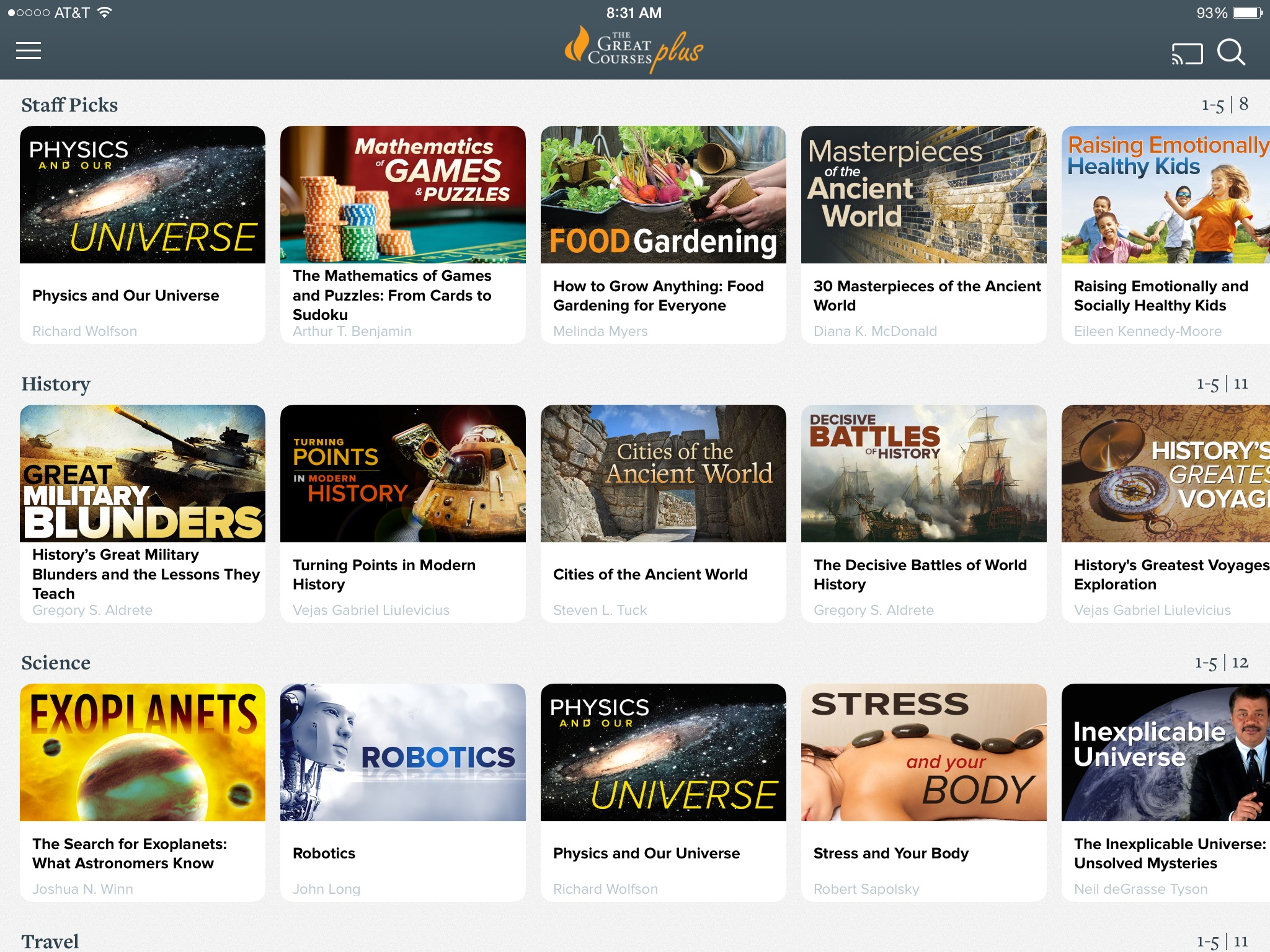
Content available through "The Great Courses Plus," a subscription service

The Teaching Company （TTC） 是一家製造全美國頂級教授演講錄音及錄影的公司。這些教授在華盛頓特區外的一家特別的工作室錄製這些課程，然後課程被轉製成磁帶、CD、DVD、MPEG-4、MP3等格式出售。
The Teaching Company公司由Thomas M. Rollins先生創建於1990年，Thomas M. Rollins先生是美國前參議院委員會勞工及人力資源首席顧問，畢業于哈佛大學法學院。他在學習過程中注意到，使用录像带學習很有效率。於是他開始嘗試發起一個政府項目，為公眾製作磁帶，但是由於法律的限制而無法實踐。當他離任時，他抱著這個想法而開始搜尋頂級教授來製作課程，並且銷售給公眾。
截至2007年，這家公司共提供了超過260門課程，內容總時長達3000小時，跨越9門不同學科，分別是：商業學和經濟學、藝術和音樂、古代史和中世紀史、近代史、文學和英語、哲學和思想史、宗教、科學和數學以及社會科學。
課程的目標是提供成人教育和終身教育，大學本科非專業的典型知識的教育；不僅如此，他還有一系列為高中生提供的課程。每一門課程都包括一些印有大綱、推薦書目、教授簡介以及思考問題的補充小冊子。此外，課程還提供全文的文本。
課程有多種不同的載體。起初，僅有磁帶或是VHS錄像帶。後來，逐漸出現了CD及DVD版本，而現在也能下載到MP3版本。
2006年10月2日，這家公司被一家私募股權投資公司Brentwood Associates收購。

## 部分授課教授
| - Arthur T. Benjamin - Bob Brier - Sean M. Carroll - Philip Daileader - Dennis Dalton - Malcolm David Eckel - Bart D. Ehrman - John Esposito - Brian M. Fagan - J. Rufus Fears - Alexei Filippenko - Sylvester James Gates - Steven L. Goldman - Anthony A. Goodman - Robert Greenberg - Allen C. Guelzo | - James Hall (philosopher) - Ken Hammond - Kenneth W. Harl - Peter H. Irons - Luke Timothy Johnson - Douglas Kellner - Alan Charles Kors - Edward Larson - Amy-Jill Levine - Allan Lichtman - John McWhorter - Sherwin B. Nuland - Joseph Nye - Robert A. Oden - Daniel N. Robinson - Rick Roderick | - Robert Sapolsky - John Searle - Jeremy Shearmur - Seth Shostak - Robert C. Solomon - Michael Starbird - Edward B. Burger - Jonathan Steinberg - Steven Strogatz - Timothy Taylor (economist) - 奈爾·德葛拉司·泰森 - Arnold Weinstein - Richard Wolfson (physicist) - Elizabeth Vandiver |

## 外部連結
- The Teaching Company（页面存档备份，存于）
- User's Forum for The Teaching Company's Courses